# История Виктории
В этой статье описывается история австралийской колонии и штата Виктория.
До 1851 года этот район был частью Нового Южного Уэльса, затем с 1851 по 1901 год это была колония Виктория с собственным правительством в составе Британской империи. В 1901 году он стал государством нового Содружества Австралии.

## История коренных жителей

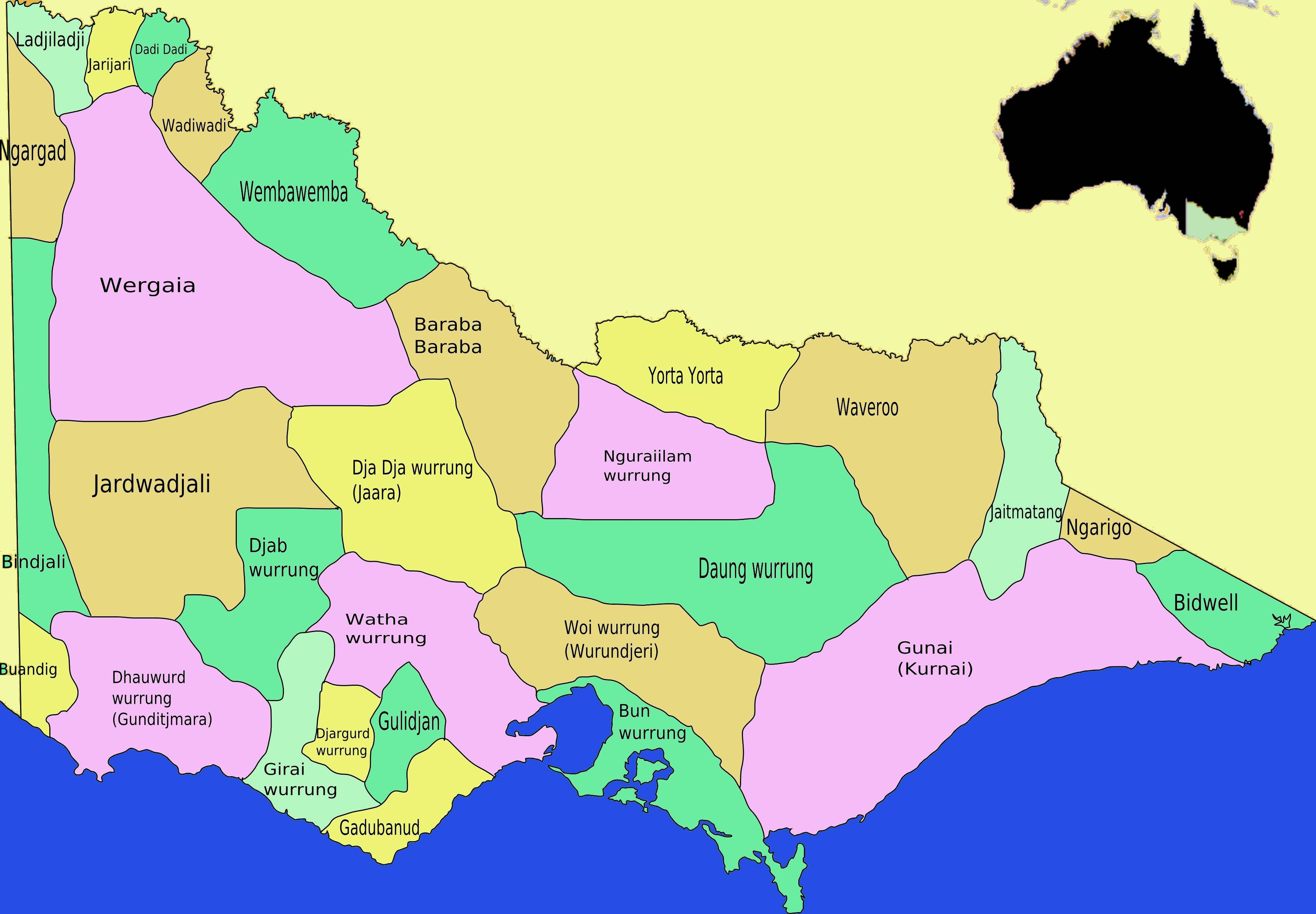
Карта языковых территорий аборигенов Виктории

Штат Виктория изначально был домом для многих коренных народов, которые занимали эту землю десятки тысяч лет. По словам Гэри Пресланда, аборигены проживают в Виктории около 40 000 лет, живут полукочевым существованием, занимаясь рыболовством, охотой и собирательством, а также разведением угрей.
На археологических раскопках в Кейлоре в 1971 году был обнаружен человеческий очаг. Радиоуглеродный анализ определил возраст его возникновения примерно в 31 000 лет до настоящего времени, что сделало Кейлор одним из самых ранних мест обитания человека в Австралии. Возраст черепа, найденного на раскопках, определялся в диапазоне от 12 000 до 14 700 лет до настоящего времени.
Археологические раскопки в Тасмании и на островах Бассова пролива датируются от 20 000 до 35 000 лет назад, когда уровень моря был на 130 метров ниже нынешнего. Это позволяло аборигенам перемещаться через территорию южной Виктории к сухопутному мосту Бассианской равнины в Тасманию, по крайней мере, 35 000 лет назад.
Во времена ледникового периода около 20 000 лет до н. э. район, где сейчас находится залив Порт-Филлип, был сушей, и реки Ярра и Верриби соединялись, протекая по дну на юг и юго-запад через Бассианскую равнину, впадая в океан на западе. Острова Тасмания и пролив Басса были отделены от материковой Австралии примерно 12 000 лет назад, когда уровень моря был примерно на 50 метров ниже нынешнего уровня. Порт Филипп был затоплен постледниковым повышением уровня моря между 8000 и 6000 лет назад.
Устные истории и истории сотворения из языков племен wathaurong, woiwurrung и boon wurrung описывают затопление залива Хобсонс, который когда-то был охотничьим угодьем кенгуру. Истории сотворения описывают как творец Bunjil создавал залив, а также как был затоплен при создании реки Ярры.

## Ранние европейские исследования
Прибывший из Новой Зеландии в 1770 году, лейтенант Джеймс Кук на исследовательском судне «Индевор» наблюдал за землей Пойнт-Хикс, примерно в 70 км к западу от острова Габо, прежде чем повернуть на восток и север к побережью Австралии.
Корабли, плывущие из Великобритании в Сидней, пересекли Индийский и Южный океаны, проплыли вокруг земли Ван-Димена и повернули на север к месту назначения. Несколько капитанов рассматривали водную гладь между землей Ван-Димена и восточным побережьем Нового Южного Уэльса и задавались вопросом, была ли это большая бухта или пролив. Оставшиеся в живых после кораблекрушения Сиднейской бухты в группе островов Фюрно, также думали, что это может быть пролив.
Чтобы прояснить этот вопрос, губернатор Джон Хантер послал Джорджа Басса тщательно исследовать побережье на китобойной лодке. Достигнув мыса полуострова Вильсонс-Промонтори и залива Уэстерн порт в январе 1798 года, он был вынужден вернуться из-за плохой погоды и недостатка продовольствия в Сидней. Бас вернулся к исследованию с Мэтью Флиндерсом в декабре 1798 года на Норфолке и проплыл через пролив, доказав его существование.
В декабре 1800 года лейтенант Джеймс Грант на HMS Lady Nelson, следуя из Кейптауна в Сидней, преодолел Бассов пролив с запада на восток. Губернатор Кинг, разочарованный неопределенностью графика Гранта, отправил его назад, чтобы более тщательно изучить пролив. Но плохая погода помешала ему выйти за пределы залива Уэстерн порт. Он пробыл пять недель на острове Черчилль у острова Филлипа, сажая пшеницу, индийскую кукурузу, горох, рис, кофе и картофель.
В 1801 году Предвестник под управлением Джона Блэка стал вторым судном, плывшим через Бассов пролив по пути в Порт-Джексон. Оно достигло побережья у мыса Отвей 1 января 1801 года, затем резко повернуло на юго-запад к северо-западной оконечности острова Кинга, который Блэк назвал в честь губернатора Нового Южного Уэльса Филиппа Гидли Кинга. Затем судно отправилось на восток к мысу Вильсона. Обойдя кончик мыса, Блэк обнаружил группу островов Хоган, которую он назвал в честь владельца корабля Майкла Хогана. Предвестник прибыл в Порт-Джексон 12 января 1801 года.
В январе 1802 года лейтенант Джон Мюррей на леди Нельсон направился в Уэстерн порт и вошел в Порт-Филлип 14 февраля, где основал Arthurs Seat. Затем исследовал залив Корио и формально оформил владение заливом (который он назвал Порт-Кинг) в пользу Британии.
Три недели спустя французский исследователь Николя Боден проплыл через пролив с востока на запад и был первым, кто надлежащим образом обследовал побережье на западе. В апреле 1802 года французское экспедиционное судно Le Naturaliste под управлением Жака Гамелена исследовало район вокруг острова Френч в рамках экспедиции Бодена в Австралию. Он назвал остров Иль-де-Франс, с тех пор он англизирован как французский остров.
26 апреля 1802 года Флиндерс, не подозревая о визите Мюррея, вошел в Порт-Филлип на Следователе, поднялся на Arthurs Seat, добрался на лодке к Морнингтону через полуостров Белларин и поднялся на хребет You Yangs.
В январе 1803 года исполняющий обязанности лейтенанта Чарльз Роббинс на шхуне HMS Cumberland обследовал области рядом с Порт-Филлипом. Вместе с ним в исследованиях были задействованы генеральный инспектор Чарльз Граймс, исследователь Джеймс Михан и ботаник Джеймс Флеминг. В начале залива они обнаружили реку и последовали по ней вверх по течению, где она вскоре разделилась. Они последовали за западной ветвью и назвали её рекой Соленой водой (нынешний Мэрибернонг) до места, где сейчас расположен Брейбрук. А затем они направились по восточной ветви с пресной водой (Ярра) до водопада Дайтс. Там они провели дружескую встречу с местными аборигенами и вернулись на свой корабль через залив Корио. По итогам экспедиции пришли к выводу, что лучшее место для поселения будет на пресной воде в северной части залива, несмотря на качество почвы и её сельскохозяйственный потенциал.

## Британское поселение 1803 год
Поскольку Британия участвовала во французских революционных войнах, губернатор Кинг был обеспокоен тем, что Бассов пролив может укрывать вражеских рейдеров. А в мирное время он может послужить важным торговым путем и обеспечить торговую базу. Появление кораблей Бодена усилило опасения о заинтересовонности Франции в этом стратегическом месте. Кинг также искал альтернативный способ решения проблемы растущего числа заключенных в Сиднее, с целью уменьшения давления на продовольственные ресурсы. Порт-Филлип, с благоприятным климатом и богатыми рыбными и промысловыми ресурсами, казался идеальным местом для нового поселения.
Полное описание открытий Мюррея и Флиндерса вместе с мыслями Кинга о поселении, но без отчета Граймса, достигли Англии как раз в тот момент, когда HMS Calcutta готовилась отправиться с осужденными в Сидней. В феврале 1803 года государственный секретарь лорд Хобарт изменил место назначения на Порт-Филлип. 24 апреля 1803 года HMS Calcutta под командованием капитана Дэниела Вудриффа и подполковника Дэвида Коллинза в качестве командира экспедиции, покинула Англию вместе с торговым судном Океан. Экспедиция состояла из 402 человек: 5 правительственных чиновников, 9 офицеров морской пехоты, 2 барабанщиков и 39 рядовых, 5 солдатских жен и ребёнка, 307 осужденных, 17 жен осужденных и 7 их детей, одним из которых был одиннадцатилетний Джон Паскоу Фокнер, позже ставший основатель Мельбурна.

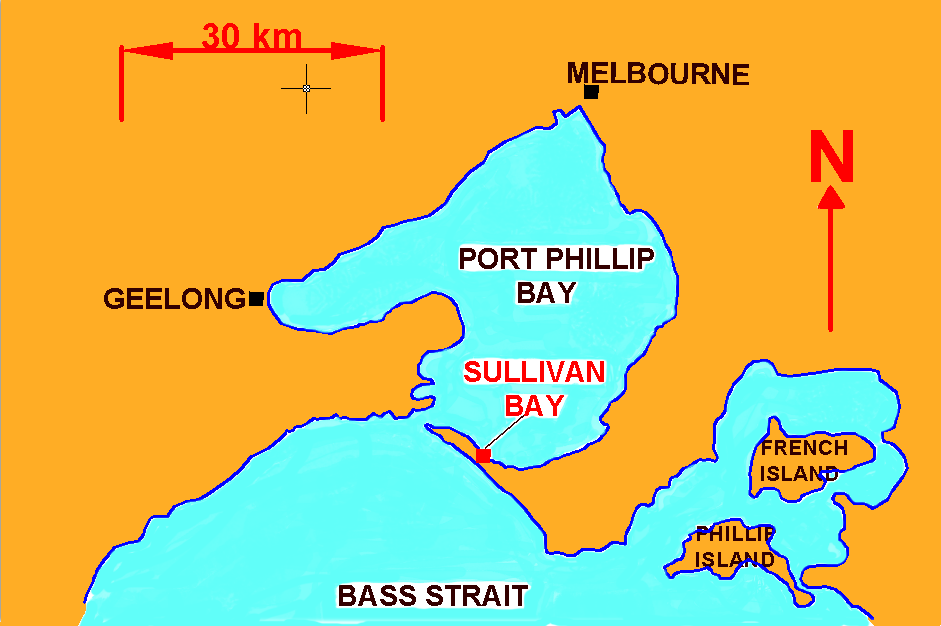
Карта поселения в Sullivan Bay, Виктория

Группа вошла в Порт-Филипп 9 октября 1803 года и выбрала место Sullivan Bay около современного Сорренто.
Коллинз вскоре разочаровался в этом районе. Отчеты исследовательских групп, возглавляемых лейтенантом Джеймсом Такки и геодезистом Джорджем Харрисом, описывали сильные течения, песчаную почву, скудную древесину, болотистую землю и нехватку пресной воды. Они также столкнулись с племенем wathaurung около залива Корио, убив их лидера, который стал первой жертвой среди аборигенов, который был убит поселенцами в Виктории.
Коллинз сообщил о своей критике губернатору Кингу, который поддержал его и рекомендовал переместить поселение. 18 декабря Calcutta отбыла в Порт-Джексон, а группа поселенцев была подготовлена к переселению. Этот процесс осуществлялся двуми морскими путешествиями в январе и мае 1804 года, при содействии Леди Нельсон, которая обследовала порт Dalrymple на северном побережье Земли Ван-Димена. Группа поселенцев была переселена в новое место Хобарт, основанное лейтенантом Джоном Боуэном в качестве исправительной колонии в Risdon Cove в сентябре 1803 года.
Временное поселение в Сорренто практически не оставило следов, только несколько реликвий для современных туристов. Коллинза критиковали за то, что он не исследовал залив полностью, в частности, северный мыс с его пресноводной рекой, и за то, что он слишком поспешно раскритиковал эту местность. На месте поселения сейчас находится заповедник, включающий четыре могилы того периода.
Когда Коллинз уехал, несколько заключенных сбежали, услышав, что колония уезжает на Землю Ван Димена, и остались в районе временного поселения. Предполагалось, что их убили аборигены. Однако, Уильям Бакли выжил, встретил людей на полуострове Белларин и жил с ними в течение следующих 32 лет (в 1835 году он узнал об Ассоциации Порт-Филлип Бэтмена Джона и вновь представился европейцам).

## Рост интереса к северному побережью Бассова пролива
После ряда исследовательских экспедиций к югу от населенных пунктов Нового Южного Уэльса исследователь Гамильтон Хьюм и бывший капитан дальнего плавания Уильям Ховелл отправились исследовать страну на юг в октябре 1824 года. Они пересекли реку Муррей (которую они назвали Река Хьюм) недалеко от будущего Олбери и продолжили движение на юг. Они пересекли реку Гоулберн (которую они назвали Ховелл) над городом Yea и были вынуждены объехать горы. Они прибыли на берег залива Корио, ошибочно полагая, что это Уэстерн порт, и вернулись в Сидней в январе 1825 года, щедро воздав похвалы качеству страны, которую они пересекли.
В апреле 1826 года французский исследователь Дюрвиль посетил один из лагерей охотников на тюленей на острове Филлипа. Обеспокоенный возобновившимся французским интересом к этому району и ободренный отчетами Хьюма и Ховелла, губернатор Дарлинг приказал создать поселение в районе Уэстерн порт. Небольшая группа осужденных прибыла в ноябре 1826 года в Коринеллу, чтобы под командованием Сэмюэля Райта защищать подступы к заливу. Ховелл, сопровождающий группу, вскоре обнаружил что не бывал здесь раньше — два года назад. И неблагоприятно отозвался о болотистой земле вокруг Уэстерн порт, хотя до этого говорил о местности, как лучшей земле на севере. Несмотря на расчистку земли под посевы и строительство форта и домов, поселение было заброшено в апреле 1828 года.
Нехватка хороших пастбищ на Земле Ван Димена привела к тому, что местные поселенцы проявили интерес к территориям на другой стороне Бассова пролива, руководствуясь сообщением Хьюма и Ховелла и историям посещения охотников на тюленей. Фермер Джон Бэтман и геодезист Джон Ведж планировали экспедицию из Лонсестона в 1825 году, но не получили на это разрешения. Несколько поселенцев продолжали поиски пригодной земли в течение следующих нескольких лет, но губернатор Дарлинг отклонял все запросы.
Морской охотник и владелец китобойного судна Уильям Даттон построил хижину на берегу Портлендской бухты в 1829 году, где он некоторое время проживал до прибытия семьи Хенти.
Экспедиция Чарльза Стёрта по реке Муррей в 1830 году вновь вызвала интерес к заселению на юге. В апреле 1833 года Эдвард Хенти, возвращаясь на Землю Ван Димена из залива Спенсера, транспортируя в Портленд груз нефти, был весьма впечатлён увиденными местами. В ноябре 1834 года Джон Харт, ещё один моряк, положительно отозвался о Лонсестоне в Уэстерн порт. Теперь получение разрешения на исследование и заселение этих территорий стало неизбежным.
В июне 1834 года банкир Чарльз Свонстон сообщил своему клиенту Джорджу Мерсеру, что Земли Ван Димена не бесконечны, а вложить инвестиции следует в освоение территорий другого берега Бассова пролива. Скотоводы Джон Эйткен и Джордж Рассел предложили создать партнерство, и в августе 1834 года группа из восьми капиталистов из Лонсестона сформировала Ассоциацию Порт-Филлип. 19 ноября 1834 года Эдвард Хенти высадился в Портлендской бухте и основал первое постоянное европейское поселение на северном побережье Бассова пролива.

## Постоянное поселение 1834
Первое успешное британское поселение было в Портленде, на западном побережье нынешнего штата Виктория. Портленд был заселен 19 ноября 1834 года семьёй Хенти, которые первоначально были фермерами из Земли Ван Димена (Тасмания). Когда майор Томас Митчелл возглавил экспедицию в этот регион из Сиднея в 1835 году, прибыв в Портленд в августе 1836 года. Он был удивлен, обнаружив небольшое, но процветающее сообщество, живущее за пределами плодородной сельскохозяйственной земли.
С отчуждением племен аборигенов со своих земель и разрешением на разведение скота для поселенцев, неизбежно возник конфликт из-за ресурсов и землепользования. В 1833 или 1834 году в Портлендской бухте произошел один весьма заметный инцидент под названием «Убийство по убеждению». Из-за кита, выброшенного на берег, произошла стычка между китобоями и кланом Kilcarer племени Gunditjmara.
Мельбурн был основан в 1835 году Джоном Бэтманом, который также был из Земли Ван-Димена, и быстро превратился в процветающее сообщество, хотя и с огромными человеческими потерями для коренных жителей. Его основание было результатом вторжения богатых поселенцев, спекулянтов и их наемных слуг (включая бывших осужденных), которые прибывали с 1835 года в гонке друг с другом, чтобы захватить «пустую» страну. Британская корона и колониальные правительства не признавали ранее принадлежавшее аборигенам право собственности на их земли, воды и имущество, несмотря на то, что аборигены подпадали под защиту закона как британские подданные.
В начале 1835 года г-н Фрэнкс, один из первых иммигрантов, и его пастух были убиты аборигенами племени Goulburn. Его станция находилась недалеко от горы Cotterill’s, называемой Сахарная голова, возле реки Экс, ныне Верриби. Аборигены, притворяясь дружелюбными, убили их мгновенно ударами томагавками в затылок. Вскоре за ними была выслана группа, которая вернула часть похищенного имущества и отомстила убийцам.
Между 1836 и 1842 годами группы аборигенов Виктории были лишены исконных территорий, площадью большей, чем Англия. Хотя Британское колониальное управление назначило пятерых «защитников аборигенов» для всего коренного населения Виктории, прибыв в Мельбурн в 1839 году, они работали «… в рамках земельной политики, которая свела на нет их работу, и не было политической воли, чтобы изменить это». «Политика правительства заключалась в том, чтобы побудить поселенцев завладеть любой землей [аборигенов], которую они выбрали,… это во многом объясняет, почему почти все исконные жители обширных пастбищ Порт-Филлипа были убиты вскоре после 1835 года». К 1845 году около 240 богатых европейцев обладали всеми лицензиями на занятие скотоводством, выданными тогда в Виктории, и стали патриархами, «которые должны были обладать большой политической и экономической властью в Виктории для будущих поколений».
Что касается печально известного судебного разбирательства «R против Tunnerminnerwait и Maulboyheener», «двое из этих (аборигенов) мужчин, известных как Джек из племени Tunnerminnerwait и Боб, или Тимми или Джимми из племени Maulboyheenner, стали первыми людьми, казненными в районе Порт-Филлип. Это трагическое событие произошло в 1842 году, всего через семь лет после мошеннического договора Джона Бэтмана с племенем Kuhn, когда двух тасманийских аборигенов публично повесили за убийство». Сегодня на месте казни установлен памятный знак племен Tunnerminnerwait и Maulboyheenner, расположенный около старой мельбурнской тюрьмы. Содержит исторические исследования и информацию о художниках, изготовивших этот памятный знак, в том числе Брука Эндрю вместе с Трентом Уолтером.
Тяжелый финансовый кризис разразившийся в 1842—1843 годах, главным образом из-за того, что правительство требовало от банков большую ставку 7 % за средства от продаи земли, депонированные в них. Банки взимали со своих клиентов от 10 до 12 % за кредиты, зачастую по сомнительным ценным бумагам. Затем лорд Джон Рассел распорядился, чтобы все земли за пределами города продавались по цене всего 1£ за акр. Овцы, которые были куплены от 30 до 40 фунтов, стали стоить менее 2 фунтов. На несостоятельный суд ополчились все классы общества.

## Отделение от Нового Южного Уэльса
Первое ходатайство об отделении округа Порт-Филлип (или «Австралия Феликс») от Нового Южного Уэльса было составлено в 1840 году Генри Фиш Гисборном и передано им губернатору Гиппсу. Гиппс, ранее выступавший за отделение, отклонил петицию.
Проходила агитация поселенцев из Порт-Филлипа, которая привела к созданию 1 июля 1851 года округа Порт-Филлип в качестве отдельной колонии. Британский акт парламента, отделил округ Порт-Филлип от Нового Южного Уэльса, и нарёк новую колонию Виктория (в честь королевы Великобритании), предоставив ей Конституцию, которая была подписана королевой Викторией 5 августа 1850 года. Законодательный совет Нового Южного Уэльса 1 июля 1851 года принял законодательный акт. Это был формальный момент основания колонии Виктория и отделение от Нового Южного Уэльса, в соответствии с разделом 1 Закона 1851 года. Ла Троб стал первым лейтенант-губернатором новой колонии.
В 1851 году белое население новой колонии все ещё составляло всего 77 000 человек, и только 23 000 из них жили в Мельбурне, который стал центром экспортной торговли шерстью в Австралии.

## Золотая лихорадка 1850-х годов
В 1851 году золото впервые было обнаружено в Клансе и Бунинонге близ Балларата, а затем в Бендиго. Позднее открытия произошли во многих местах по всей Виктории. В связи с этим разразилась одна из крупнейших золотых лихорадок мира. Колония быстро росла как по численности населения, так и по экономической мощи. За десять лет население Виктории увеличилось в семь раз с 76 000 до 540 000 человек. Были разработаны все виды месторождений золота, включая «самое богатое мелкое аллювиальное золотое месторождение в мире», которому принадлежит самый большой золотой самородок. За десять лет Виктория произвела двадцать миллионов унций золота, треть мирового производства.
Иммигранты прибывали со всего мира в поисках золота, большая часть с Британских островов (особенно из Ирландии). Многие китайские шахтеры работали в Виктории, и их наследие особенно сильно в Бендиго и его окрестностях. Несмотря на то, что они подвергались расизму, не было такого уровня антикитайского насилия, которое произошло во время беспорядков в Новом Южном Уэльсе. Однако в 1857 году произошёл бунт в долине Бакленд близ Брайта. Условия на золотых приисках были стесненными и антисанитарными — вспышка брюшного тифа в долине Бакленд в 1854 году унесла жизни более 1000 шахтеров.
В 1854 году произошло вооруженное восстание шахтеров против правительства Виктории, протестующих против налогов на добычу полезных ископаемых (Эврикским восстанием). Восстание было подавлено британскими войсками, но некоторые из лидеров восстания впоследствии стали членами парламента Виктории, и восстание рассматривается как поворотный момент в развитии австралийской демократии.
Первой иностранной военной кампанией колонии Виктория была отправка войск и военного корабля в Новую Зеландию в рамках новозеландских войн. Войска из Нового Южного Уэльса ранее участвовали в Крымской войне.

## Депрессия 1893 года
Период процветания в 1880-х годах привел к диким спекуляциям землей и недвижимостью, и деньги хлынули из Англии. Земельные компании, ипотечные общества, муниципальные органы, строительные общества и множество других организаций, каждая из которых внесла свою долю, обеспечили Виктории порядка £40,000,000 в течение шести лет. Такое количество легких денег в обращении возымело эффект фиктивного процветания лихорадочного вида. Банки выпускали банкноты на миллионы фунтов стерлингов, и торговля и промышленность процветали как никогда раньше. Реакция последовала молниеносно. Общественное доверие спало очень быстро. На берегах начались бегства, и прекращение бума принесло с собой широкомасштабную катастрофу.
В 1893 году 14 банков потерпели крах, 12 из них с 905 филиалами по всей Австралии имели задолженности, оцененные в £166 млн, и тысячи людей потеряли все свое имущество. Банкноты во многих случаях стали бесполезными, и Виктория погрузилась в самую глубокую финансовую депрессию. Широко распространилась безработица, заработная плата и цены упали, и банкротства следовали друг за другом в тревожной последовательности. Наиболее радикальные сокращения были произведены в правительстве и государственных органах.

## Федерации 1901
В начале 1901 года, после королевской прокламации, Виктория перестала быть независимой колонией и стала государством в Содружестве Австралии. Викторианские и тасманийские политики были особенно активны в процессе образования Федерации.
В результате золотой лихорадки Мельбурн стал финансовым центром Австралии и Новой Зеландии. С 1901 по 1927 год парламент Австралии заседал в Мельбурне, пока Канберра строилась. Это был также самый большой город в Австралии в то время, и второй по величине город в Британской Империи (после Лондона).